# Xenocypris fangi
Xenocypris fangi är en fiskart som beskrevs av Tchang, 1930. Xenocypris fangi ingår i släktet Xenocypris och familjen karpfiskar. Inga underarter finns listade i Catalogue of Life.